# Rhodoecia aurantiago
Rhodoecia aurantiago là một loài bướm đêm trong họ Noctuidae.